# Umbrina broussonnetii
Umbrina broussonnetii es una especie de pez de la familia Sciaenidae en el orden de los Perciformes.

## Morfología
Los machos pueden llegar alcanzar los 25 cm de longitud total.

## Hábitat
Es un pez de clima tropical y demersal.

## Distribución geográfica
Se encuentra en el  Atlántico oriental.

## Uso comercial
Se comercializa fresco, salado y vendido como cebo.